# Dziewięć górskich szkół sŏn
Dziewięć górskich szkół sŏn (kor. kusan sŏnchong (구산선종); chiń. chanzong jiushan (禪宗九山); jap. kusan zen-kyō; wiet. thiền tông cửu sơn) – dziewięć koreańskich szkół sŏn (chin. chan, jap. zen).
Po wprowadzeniu buddyzmu na tereny dzisiejszej Korei, wielu mnichów udawało się do Chin po nauki. Po powrocie zakładali szkoły buddyjskie różnych tradycji. W podobny sposób powstały także szkoły sŏn. Koreańscy mistrzowie po powrocie z Chin zakładali swoje szkoły w klasztorach zbudowanych na szczytach lub zboczach gór. Przyjęły więc one nazwy od szczytów górskich.
Specyfiką koreańskiego sŏn było to, że osiem szkół reprezentowało tradycję hongzhou (z której potem wyłoni się wielka szkoła linji), a tylko jedna caodong.
Szkoły te wobec tradycyjnych szkół doktrynalnych (z największą z nich czyli hwaŏm na czele) miały charakter wyraźnej rebelii, dlatego też spotkały się z poparciem także rebelianckich miejscowych, prowincjonalnych władców. Różnice pomiędzy szkołami sŏn a szkołami kyo (doktryny), były nawet większe niż w samych Chinach. Monotematyczna dyskusja pomiędzy tymi dwoma buddyjskimi tradycjami trwała przez cały okres Koryŏ (918–1392) a nawet tragiczny dla buddyzmu okres dynastii Chosŏn (1392–1910). Najbardziej widocznymi mistrzami w tych dyskusjach byli Taenanghye Muyŏm (800–888) i Wŏnjŏk Toŭi (zm. 825)
Jednak ideologiczne zasady budowania klasztorów sŏnu ustanowił buddyjski geomanta Yŏgong Tosŏn (821–898). Tylko on był odpowiedzialny za główny projekt ideologiczny monastycyzmu sŏn na całym Półwyspie Koreańskim, z jego przywiązaniem do budowania klasztorów daleko w górach. Wyjątkiem było kilka zaledwie klasztorów wybudowanych z dwu stolicach zjednoczonej Silli z Koryŏ – Kyŏngju i Kaesŏng.
Około X w. szkoła sŏn utraciła nieco witalności i z Chin wprowadzono (dzięki szkole chan fayan) medytację sŏn połączoną z praktyką "yŏmbul" (chiń. nianfo), czyli recytacji imienia Buddy. Praktyka ta spowodowała w Chinach szybki upadek chanu. Jednak w Korei dodała sŏnowi duchowego ożywienia.
W XII w. ponownego bodźca szkołom sŏn dodał wielki mistrz sŏn Pojo Chinul (1158– 1210). Jego ideą było zjednoczenie koreańskiego buddyzmu. Chociaż nie zrealizował swoich planów, to dokonał jednej rzeczy. Podkreślając, że sŏn jest najważniejszą praktyką buddyjską, uczynił z doktryny hwaŏm wspierającą intelektualną podstawę dla tej praktyki. Okazało się to w perspektywie niezwykle owocne i doprowadziło do unikalnej doktryny szkoły chogye, będącej zsynkretyzowaną tradycją intelektualnej doktryny szkoły hwaŏm i empirycznej i praktycznej – szkoły sŏn.
| Góra szkoła | klasztor     | założyciel      | nauczyciel          | rok założenia |
| Kaji san    | Porim sa     | Toŭi            | Xitang Zhizang      | 859           |
| Silsang san | Silsang sa   | Hongch'ŏk       | Xitang Zhizang      | 828           |
| Tongni san  | T'aean sa    | Chŏgin Hyech'ŏl | Xitang Zhizang      | 842           |
| Sagul san   | Kulsan sa    | T'onghyo Pŏmil  | Yanguan Qi’an       | 847           |
| Pongnim san | Pongnim sa   | Hyŏnik          | Zhangjing Huaihui   | 897           |
| Saja san    | Hŭngnyŏng sa | Toyun           | Nanquan Puyuan      | 850           |
| Hŭiyang san | Pongam sa    | Pŏmnang         | Daoxin Chisŏn Tohŏn | przed 646 879 |
| Sŏngju san  | Sŏngju sa    | Muyŏm           | Magu Baoche         | 847           |
| Sumi san    | Kyŏngjo sa   | Chinch'ŏl Iŏm   | Yunju Daoying       | 911           |

Szkoła hŭiyang powstała właściwie dopiero w 879 r., jednak była bezpośrednim przedłużeniem najstarszej linii przekazu sŏn, bo sięgającej aż Czwartego Patriarchy Daoxina, którego uczniem był Pŏmnang.
W 1356 r. wszystkie szkoły sŏn zostały zjednoczone pod nazwą chogye przez wybitnego mistrza sŏn T'aego Poŭ (1301-1382).

## Zobacz
- Chogye
- Chan
- Zen